# Pénzes Tímea
Pénzes Tímea (Érsekújvár, 1976. február 5. –) szlovákiai magyar költő, író, műfordító, újságíró. Édesapja Pénzes István.

## Életpályája
1994–1998 között a Tiszavirág rovatvezetője. 1994–2001 között az ELTE BTK magyar nyelv és irodalom, ill. német nyelvtanár szakos hallgatója. 1994–2006 között a Prágai Tükör, a Szőrös Kő, a Kalligram, az Irodalmi Szemle, A Dunánál, Nagyvilág, Lettre Internationale jelentette meg műveit. 1996–1999 között a Szőrös Kő munkatársa.
2000 óta a Szlovákiai Magyar Írók Társaságának a tagja, 2012-től választmányi tagja. 2002-2003 között az Erdélyi Magyar Írók Ligájának tiszteletbeli tagja. 2005 óta a Műfordítók Egyesületének tagja. 2006–2009 között PhD-tanulmányokat folytatott az ELTE Nyelvtudományi Doktori Iskola Fordítástudomány doktori programján. 2012-ben PhD tudományos fokozatot szerzett.

## Művei
- Vetkőzés avagy Beismerő vallomás, verseskötet, Nap Kiadó, Dunaszerdahely, 1998
- Egy férfi – A férfi, regény, AB-ART Kiadó, Pozsony, 2000 – Madách Imre-nívódíj
- Rezdülések, elbeszélés, AB-ART Kiadó, Pozsony, 2003
- Madagaszkári napló, útinapló, FISZ, Budapest, 2003
- Mesél a múlt, családregény, AB-ART Kiadó, Pozsony, 2006
- Drámák, drámák, Median Kiadó, Pozsony, 2008
- Namíbia sivatagjai és szavannái, úti beszámoló, AB-ART Kiadó, Pozsony, 2011
- Kádár István–Pénzes Tímea: Jégország, útinapló, AB-ART Kiadó, Pozsony, 2012
- Kavicsok, elbeszélések, AB-ART, Pozsony, 2013
- Ghána ölelésében, fényképes útinapló útinapló, Magyar Afrika Tudástár elektronikus könyvtár, 2017
- IkerAnyaVersek, versek, Kalligram, 2019

## Műfordításai
- Jan Karafiát: Bogárkák (Broučci), AB-ART Kiadó, Pozsony, 2004, mesék cseh nyelvről
- Jozef Cseres: Zenei szimulákrumok (Hudobné simulakrá), FISZ, Budapest, 2005, zeneelmélet szlovák nyelvről
- Gerit Kopietz, Jörg Sommer: 2006. A felhőkarcoló fogságában (Gefangen im City-Turm). Fabula Stúdió, Budapest 2006, ifjúsági detektívtörténet német nyelvről
- Jitka Rožňová: Zhasínanie svetiel – Lámpaoltás, AB-ART Kiadó, Pozsony, 2010, versek szlovák nyelvről
- Maike Wetzel: Mámor (Hochzeiten), AB-ART Kiadó, Pozsony, 2011, elbeszélések német nyelvről
- Monika Kompaníková: Az ötödik hajó (Piata loď), Kalligram, Pozsony, 2016, regény szlovák nyelvről
- Monika Kompaníková: Mélytengeri mesék (Hlbokomorské rozprávky, Naphegy Kiadó, Budapest, 2016, mesekönyv szlovák nyelvről
- Svetlana Žuchová: Jelenetek M. életéből (Obrazy zo života M), Noran Libro, Budapest, 2017, regény szlovák nyelvről
- Mária Modrovich: Flesbek (Flešbek), Phoenix Library (szlovák), 2020 – Madách Imre-műfordítói díj
- Dominika Madro: Szentélyek (Svätyne), Phoenix Library, (szlovák), 2022
- Eva Urbánová: Agancsi és Nyakkendi (Jeleňatý a Kravatý), Anser Kiadó, (szlovák), 2023
- Alta Vášová: Távozások (Odlety), (szlovák), Kalligram, 2024
- Michaela Rosová: A te szobád (Tvoja izba), (szlovák), Phoenix Library, 2024
- Dominika Moravčíková: Szarvasház (Dom pre jeleňa), Csirimojó, 2025 (előkészületben)
- Svetlana Žuchová: Anyák napjai (Dni matiek), Phoenix Library, 2025 (előkészületben)
- Soňa Uriková: Dôvod na radosť (Ok az örömre), Phoenix Library, 2025 (előkészületben)

## Díjai, kitüntetései
- Madách Imre nívódíj (2001)
- DAAD-ösztöndíj (2001-2002)
- Literárny Fond (2002, 2004)
- Literarisches Colloquium (2003, 2005)
- Mercator Stiftung (2004)
- MTA-OM Domus Hungarica Scientium et ARTium (2005)
- Móricz Zsigmond-ösztöndíj (2005)
- Székely János-ösztöndíj (2006)
- NKA alkotói ösztöndíj (2012)
- Talamon Alfonz-díj (2014)
- Babits Mihály műfordítói ösztöndíj (2016)